# McKee (Kentucky)
McKee è un comune degli Stati Uniti d'America, situato nello Stato del Kentucky, nella contea di Jackson, della quale è il capoluogo.